# Thibaud Elzière
Thibaud Elzière, né le 13 septembre 1979 à Aix-en-Provence dans les Bouches-du-Rhône, est un entrepreneur français, créateur de plusieurs start-ups. Il est notamment le cofondateur en 2004 de la banque d'images Fotolia, revendue à Adobe en 2014 pour 800 millions d'euros, puis d'eFounders en 2011, un startup studio devenu Hexa en 2022, qu'il dirige.
Il a lancé plusieurs autres entreprises, comme Gama Space, un projet de voile solaire, Iconic House, qui loue de l'immobilier de prestige ou Kate, une manufacture de micro-voitures. Il est à la tête de Folk, un projet de XRM créé au sein d'Hexa, depuis 2019. Également business angel, il a investi à titre personnel dans une centaine de start-ups depuis 2009, dont Algolia, Notion ou Hugging Face. Thibaud Elzière apparaît depuis 2020 dans le classement des 500 plus grosses fortunes de France, établi par le magazine Challenges.

## Biographie

### Début de carrière avec Fotolia
Thibaud Elzière fonde Fotolia en 2004, pendant ses études à l'École centrale de Lyon, avec son associé Oleg Tscheltzoff. Fotolia est un marché en ligne qui permet aux photographes professionnels de vendre en direct leurs photographies numériques à leurs clients. C'est aussi à cette époque qu'il s'installe à Bruxelles, où vit sa future épouse, rencontrée lors d'un échange Erasmus à Berlin. Fotolia est revendue en 2014 à Adobe, qui la renomme Adobe Stock, pour 800 millions d'euros. 

### eFounders puis Hexa
Thibaud Elzière crée le startup studio eFounders avec Quentin Nickmans en 2011. Originellement axé sur le secteur du software as a service (SaaS), le studio se spécialise dans la création de start-ups en recrutant des fondateurs, généralement un CEO et un CTO, à qui il fournit une idée, un financement initial et des conseils stratégiques pour lancer leur projet. eFounders conclut la vente de sa première entreprise, TextMaster, en 2018.
En 2022, eFounders initie 3founders, un nouveau studio spécialisé dans le Web3, et procède à une restructuration globale. L'entreprise adopte alors le nom d'Hexa, tout en conservant le nom eFounders pour désigner le studio initial focalisé sur le SaaS. Cette restructuration mène à l'organisation des studios en verticales, chacune spécialisée dans un domaine spécifique, comme Hexa AI, consacrée à l'intelligence artificielle, ou Hexa Health, dédiée à l'amélioration du système de santé.
Hexa est à l'origine de la création d'une quarantaine de start-ups depuis 2011, dont trois licornes, valorisées plus d'un milliard de dollars : Front, Spendesk et Aircall. Cette dernière est également devenue un centaure, terme qualifiant les start-ups présentant un revenu récurrent annuel supérieur à cent millions de dollars. Les start-ups lancées par Hexa ont atteint une valorisation totale de cinq milliards de dollars, ont généré environ 2 800 emplois et levé 700 millions d'euros en fonds.

### Autres entreprises
Au total, Thibaud Elzière est le créateur d'une dizaine de start-ups. S'il délègue généralement la gestion quotidienne de toutes ces entreprises, étant toujours à la tête d'Hexa, il décide en 2019 de devenir CEO de Folk, une application de XRM ou gestion de la relation étendue, créée au sein du startup studio. Ce choix est motivé par le fait qu'il a de grandes ambitions pour ce projet, sans pour autant réussir à le pitcher correctement aux candidats potentiels. C'est aussi l'occasion pour lui d'appliquer directement les conseils qu'il a l'habitude de prodiguer aux chefs d'entreprises.
Il s'associe en 2020 à Louis de Gouyon Matignon, alors étudiant en droit de l'espace, et investit 500 000 euros pour lancer Gama Space, une start-up destinée à produire des voiles solaires. Ce dispositif de propulsion utilise la pression de rayonnement émise par les étoiles pour se déplacer dans l'espace à la manière d'un voilier, alors que les systèmes actuels ne disposent que de propulsion électrique ou thermique. En 2022, Game Space lève deux millions d'euros, notamment auprès du Centre national d'études spatiales et de Bpifrance. La voile, qui mesure 74 mètres carrés, pour une épaisseur cinquante fois inférieure à celle d'un cheveu, est fabriquée avec du plastique ultrafin aluminisé.
L'année suivante, il lance Iconic House avec son frère Robin Michel. L'idée naît alors que les deux fondateurs sont propriétaires d'un loft trop grand pour y vivre à deux. Ils décident d'en faire un lieu de passage, où séjournent des relations amicales et professionnelles, avant d'en faire le siège social d'Iconic House. Le concept de l'entreprise repose sur l'achat de maisons et villas de luxe, qui sont rénovées avant d'être proposées en location saisonnière, avec les services d'un palace. Les premières maisons se situent à Hossegor, Courchevel ou Gordes.
En 2023, Thibaud Elzière s'associe avec Matthias Goldenberg et Pierre Escrieut, deux anciens de l'équipementier automobile Valeo, pour lancer Kate, une manufacture de micro-voitures. Ils estiment que ce sont elles qui sont le futur de la mobilité du quotidien, plutôt que les SUV ou autres véhicules très consommateurs d'énergie, qu'ils soient thermique ou électrique. Ils parient donc sur une voiture petite, légère, propre et accessible financièrement. Pour cela, ils rachètent en 2022 l'entreprise Nosmoke, fondée en 2012 et qui réalise alors quatre millions d'euros de chiffre d'affaires. Ils annoncent une première levée de fonds de sept millions d'euros en 2023. Le lancement de la K1, leur premier véhicule qui devrait coûter moins de 15 000 euros à l'achat, est prévu pour 2026. 

### Business angel
Thibaud Elzière a investi dans une centaine de start-ups à titre personnel, en tant que business angel. Il a par exemple participé aux premières levées de fonds de Hugging Face, une entreprise d'intelligence artificielle en open source, Algolia, un moteur de recherche devenu licorne en 2021 ou Notion, une application de prise de notes revendiquant trente millions d'utilisateurs. Il intègre en 2020 le classement des 500 plus grosses fortunes de France du magazine Challenges. En 2023, sa fortune, uniquement issue de ses projets entrepreneuriaux, est estimée à 700 millions d'euros.